# Musica inuit
La musica tradizionale inuit si basa sull'uso di tamburi usato nella musica per la danza da tempi immemorabili, e uno stile vocale chiamato katajjaq che ha suscitato interesse in Canada e all'estero come un fenomeno musicologico.
Gli inuit vivono in mezzo alle regioni settentrionali del Canada, specialmente nello Yukon, nel Nunavut e nei territori del Nord-Ovest, così come in Alaska e Groenlandia.
In lingua inuit non c'è una parola ad indicare ciò che un ascoltatore europeo o un etnomusicologo intende per musica, "e l'investigazione etnografica sembra suggerire che il concetto di musica in quanto tale sia assente dalla loro cultura." La parola più vicina, nipi, include musica, suono del parlato e rumore. (Nattiez 1990, p. 56)
Fino all'avvento della tecnologia di registrazione commerciale, la musica inuit era usata di solito in cerimonie spirituali per invocare dagli spiriti (vedi Mitologia inuit) buona sorte nella caccia o nel gioco d'azzardo, come anche semplici ninne nanne. 

La musica inuit è osservata da tempo per la sua stoica mancanza di canti di lavoro o canzoni d'amore. Questi inizi musicali furono modificati dall'arrivo dei marinai europei, specialmente dalla Scozia e dall'Irlanda. Strumenti come la fisarmonica furono diffusi e danze come la giga o il reel divennero comuni. nel XX secolo sono divenute particolarmente popolari la musica country americana di derivazione scozzese-irlandese.
Nettl (1956, p. 107) elenca le seguenti caratteristiche della musica inuit: canto in stile recitativo, complessa strutturazione ritmica, estensione melodica relativamente limitata, importanza di terze maggiori e seconde minori, con movimento melodico ondulatorio.
Il Canadian Broadcasting Service trasmette musica nelle comunità Inuit dal 1961, quando una stazione fu aperta a Iqaluit, nei territori del Nordest. Charlie Panigoniak fu la prima star inuit a registrare incisioni, e rimane un popolare fisarmonicista.
I più famosi esecutori inuit, comunque, sono Susan Aglukark (nata nel 1967) e Tanya Tagaq Gillis. In Groenlandia opera un crew hip hop chiamato Nuuk Posse che, formatosi nel 1985, rappa in kalaallisut.

## Katajjaq
Il katajjaq (detto anche pirkusirtuk e nipaquhiit) è un tipo di competizione canora tradizionale, considerata un gioco, di solito tenuta tra due donne. È uno dei pochi casi al mondo di canto di gola, un metodo unico di produzione del suono che è altrimenti conosciuto in Sardegna.
Quando gareggiano, due donne stanno in piedi l'una di fronte all'altra e cantano servendosi di un complesso metodo per seguirsi a vicenda, così che una voce segna un tempo forte mentre l'altra ne segna uno debole, fondendo le due voci in un suono singolo quasi indistinguibile. Ripetono poi brevi motivi a intervalli scaglionati, spesso imitando i versi delle oche, caribù o altri animali selvatici, finché una finisca il fiato, inciampa nella propria lingua, o comincia a ridere, e a quel punto la gara finisce.
(Nattiez 1990, p. 57)